# دوري جرينلاند لكرة القدم 2008
دوري جرينلاند لكرة القدم 2008 هو موسم من دوري جرينلاند لكرة القدم. فاز فيه Boldklubben af 1967 ‏.